# المستشفى الجوي العام
المستشفى الجوي العام أو مستشفى القوات الجوية بالعباسية هو مستشفى عسكري مصري يتبع إدارة الخدمات الطبية للقوات المسلحة المصرية، يقع في منطقة العباسية بالعاصمة المصرية القاهرة، على مساحة ثلاثة أفدنة، أنشأ سنة 1974، بلغت الطاقة الاستيعابية للمستشفى سنة 2018 حوالي 600 سرير.

## الأقسام والتخصصات
يضم المستشفى الجوي العام العديد من الأقسام والتخصصات هي الجراحة العامة، والجلدية والليزر، ورعاية القلب والقسطرة القلبية، وجراحة الأنف والأذن والحنجرة، والأطفال، والكلى، وجراحة المسالك البولية، والنفسية والعصبية، والأشعة والأشعة التداخلية، والعظام، والطب الطبيعي والتأهيل والروماتيزم، والمعمل، والرمد، ومكافحة العدوى، ومراض السمع والاتزان، والباطنة العامة، والعلاج بالاكسجين المضغوط، وأمراض الجهاز الهضمي والمناظير، والصدرية ومناظير الصدر، وجراحة التكميل، والتخدير، والأسنان والتركيبات، وأمراض النساء والتوليد، وعلاج الالم التداخلي، والاستقبال و الطوارئ.

## وصلات خارجية
- الموقع الرسمي للمستشفى.